# San Martino in Rio
San Martino in Rio är en ort och kommun i provinsen Reggio Emilia i regionen Emilia-Romagna i Italien. Kommunen hade 8 126 invånare (2018).